# Kalleh Post
Kalleh Post (persiska: كله پست) är  en by i Iran.   Den ligger i provinsen Golestan, i den norra delen av landet, 300 km nordost om huvudstaden Teheran. Antalet invånare är 479.
Terrängen runt Kalleh Post är mycket platt. Runt Kalleh Post är det ganska tätbefolkat, med 86 invånare per kvadratkilometer. Närmaste större samhälle är Gomīshān, 15,0 km sydväst om Kalleh Post. Omgivningarna runt Kalleh Post är i huvudsak ett öppet busklandskap.